# Un anno difficile
Un anno difficile (Une année difficile) è un film del 2023 diretto da Olivier Nakache e Éric Toledano.

## Trama
Bruno e Albert si incontrano e si rendono conto di avere entrambi lo stesso problema: sono indebitati fino al collo e hanno un pessimo rapporto con le rispettive famiglie. Nella speranza che i loro debiti possano essere estinti dalla Banca di Francia grazie a un'associazione specializzata nel sovraindebitamento, iniziano intanto a frequentare un gruppo di attivisti ecologisti che cercano di fermare il consumismo per salvare il futuro climatico del pianeta. Anche se la loro partecipazione alle iniziative pare volta più ad approfittare del cibo gratuito e della possibilità di trarne un piccolo guadagno personale. Intanto conoscono la giovane Cactus, di cui Albert si innamora.

## Distribuzione
Il film è uscito nelle sale francesi il 18 ottobre 2023, mentre in quelle italiane il 30 novembre 2023, distribuito da I Wonder Pictures.